# Plaza de toros Jean Lafittau
La plaza de toros Jean Lafittau o plaza de toros de Amou, es una plaza de toros en Amou, en la Región de Nueva Aquitania en Francia.

## Historia
La plaza de toros data de 1954, edificada según los planos del arquitecto Jean Prunetti para reemplazar a la plaza temporal anterior en madera. Está nombrada en honor a Jean Lafittau, que fue un célebre quebrador originario de Amou. Se usa para la celebración de corridas landesas en abril y junio más otros eventos culturales así como  de ocio como el festival Amousicaña  "Canciones y Palabras de Amou" que se celebra desde 2012.

## Descripción
Se encuentra en la plaza de la Técouère a orillas del río Luy de Béarn.
El ruedo tiene forma ovalada y la plaza de toros está edificada en hormigón armado pintado de blanco. Tiene capacidad para 1.800 espectadores .
El 25 de abril de 2007, se catalogaron la biblioteca, las escaleras y las duchas como monumentos históricos de Francia.